# Campylotropis prainii
Campylotropis prainii là một loài thực vật có hoa trong họ Đậu. Loài này được (Collett & Hemsl.) Schindl. miêu tả khoa học đầu tiên.